# Kamena Gorica
Kamena Gorica is een plaats in de gemeente Novi Marof in de Kroatische provincie Varaždin. De plaats telt 276 inwoners (2001).